# Lord Lyon King of Arms

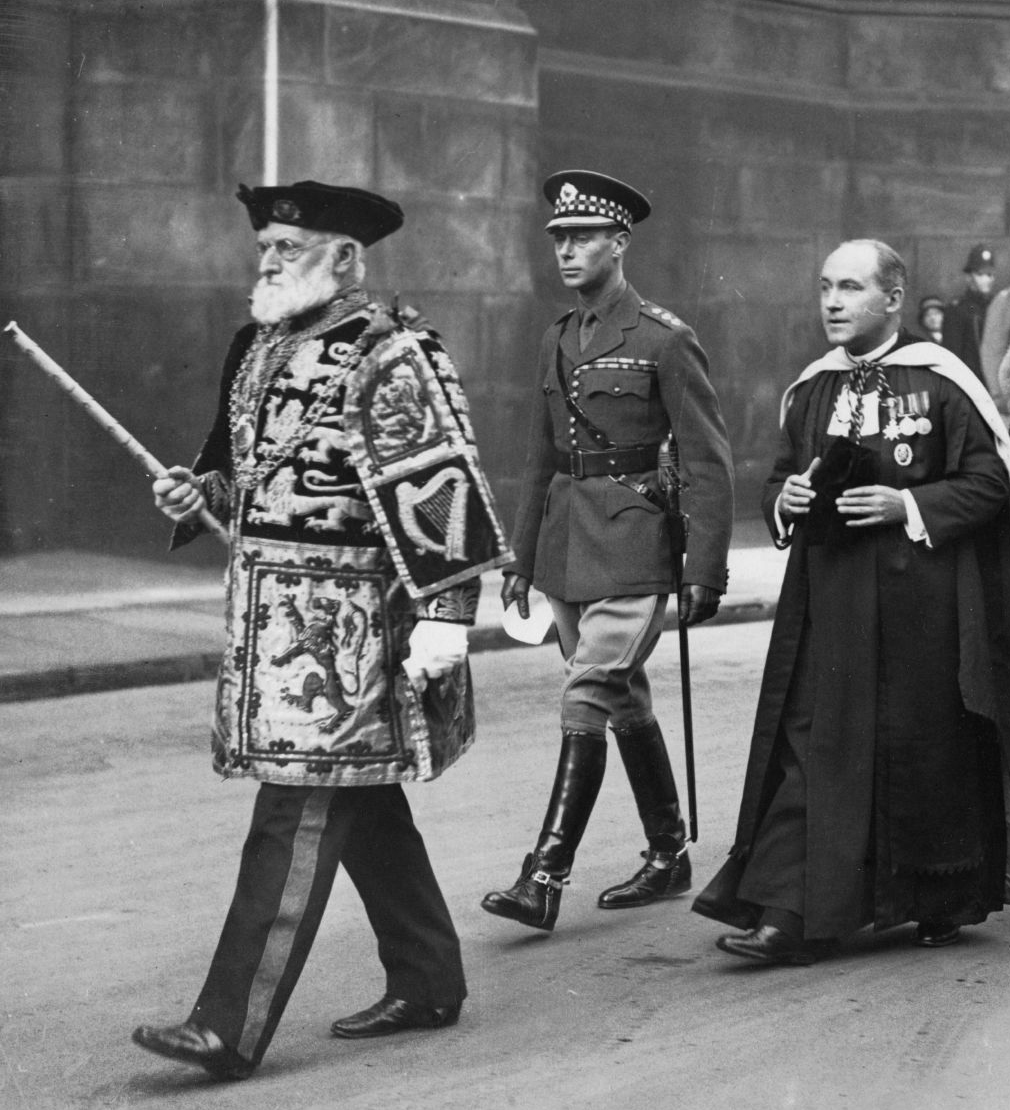
Der Lord Lyon King of Arms, Sir Francis Grant, und der Duke of York auf dem Weg zur St Giles’ Cathedral im Jahre 1933

Wappen des Lord Lyon King of Arms

Der Lord Lyon King of Arms ist der Inhaber eines hohen Staatsamts in Schottland. Er ist einer der Great Officers of State für Schottland. Bis Ende 2013 war David Sellar Lord Lyon King of Arms. Im Januar 2014 wurde Joseph John Morrow zu seinem Nachfolger ernannt.

## Geschichte
Das Amt ist seit dem frühen 14. Jahrhundert bezeugt, könnte aber älter sein. Die verschiedenen Aufgaben wurden dann im Laufe der Jahre durch Parlamentsgesetze fixiert.

## Aufgaben
Die Aufgaben des Lord Lyon King of Arms sind noch immer vielfältig.
Er ist der Wappenkönig für Schottland und hat damit wichtige Befugnisse auf dem Gebiet der Heraldik. So ist nur er befugt, neue Wappen zu verleihen. Sein Pendant für England in dieser Funktion ist der Garter Principal King of Arms. Sein Amt, der Court of the Lord Lyon, führt die Wappenrolle für Schottland, wie das College of Arms für die übrigen Landesteile des Vereinigten Königreichs. 
Weiterhin hat der Court auch rechtsprechende Funktionen. Der Lord Lyon steht ihm auch insoweit vor, er ist dessen einziger Richter. Dieses Gericht, teilweise vergleichbar dem englischen Court of Chivalry, ist für die Zivil- und Strafgerichtsbarkeit auf dem Gebiet der Heraldik zuständig und vollständig in die schottische Gerichtsorganisation eingebunden. Anders als das englische Gegenstück tritt das Gericht verhältnismäßig oft zusammen. Es ist das älteste Gericht der Welt auf diesem Gebiet, das noch immer regelmäßig tagt. Aufgrund dieser Funktion muss der Lord Lyon stets ein ausgebildeter Jurist sein.
Ferner ist er für die Durchführung von Staatszeremonien in Schottland verantwortlich. Insofern entsprechen seine protokollarischen Aufgaben denen des Earl Marshals in England. Zu seinen jährlichen Aufgaben in dieser Funktion gehört die Eröffnung der Generalversammlung der Church of Scotland.
Schließlich fungiert der Lord Lyon als Wappenkönig und Sekretär des Distelordens. In dieser Eigenschaft ist er bei den  Gottesdiensten des Ordens und insbesondere bei der Einführung neuer Mitglieder anwesend.

## Auftreten
Bei offiziellen Anlässen trägt der Lord Lyon einen Wappenrock. Von Amts wegen ist er als eine von ganz wenigen Personen in Schottland befugt, den Royal Standard of Scotland zu führen.

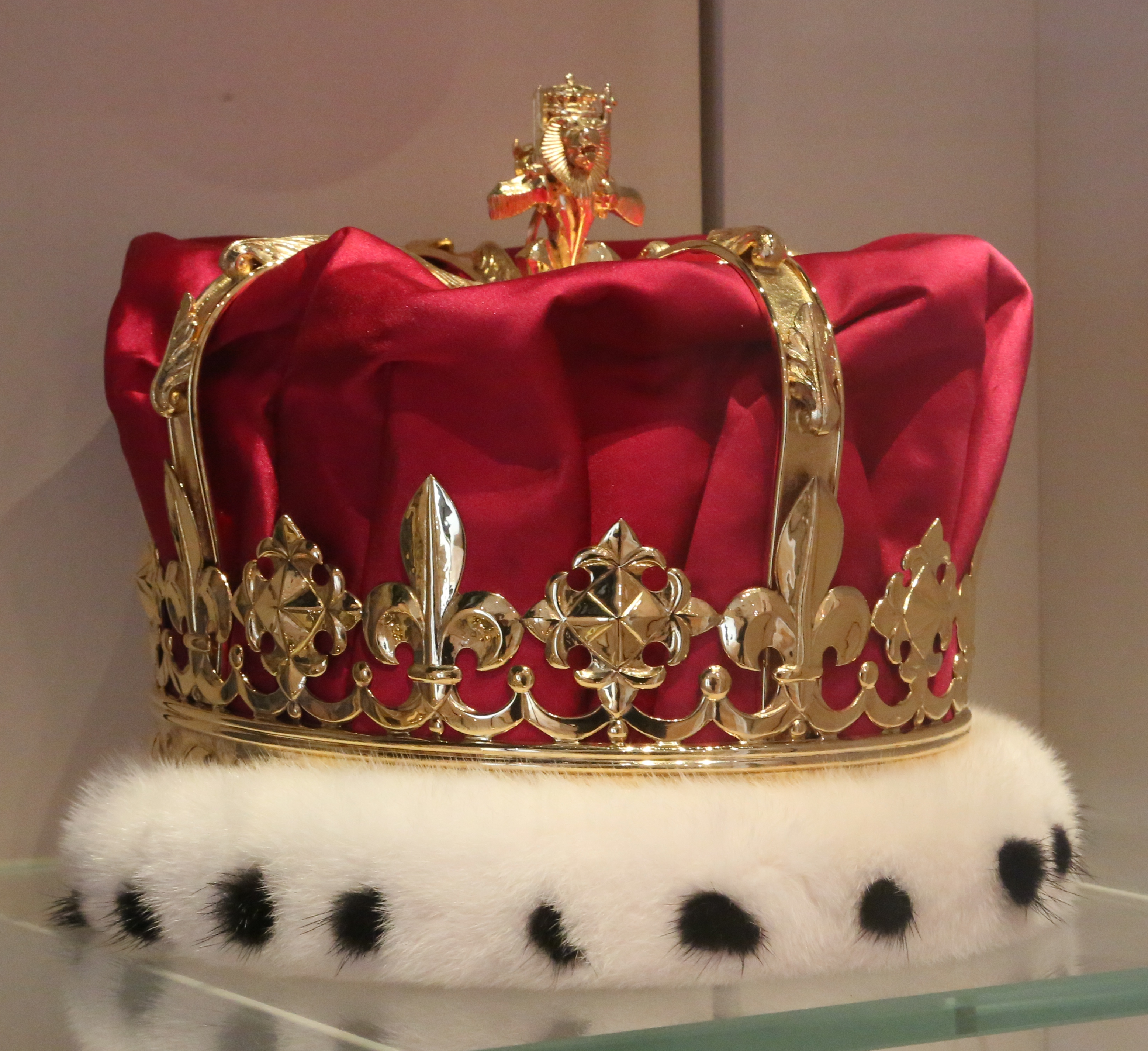
Krone des Lord Lyon King of Arms
Siegel des Lord Lyon King of Arms seit 1673
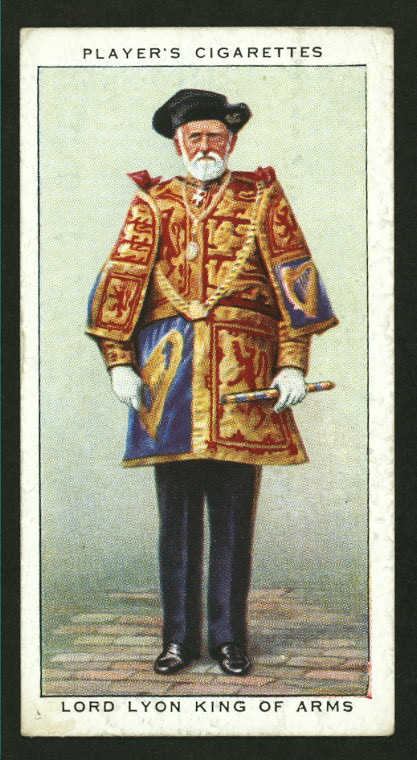
Zeremonielle Uniform